# Jatihandap
Jatihandap is een bestuurslaag in het regentschap Kota Bandung van de provincie West-Java, Indonesië. Jatihandap telt 22.721 inwoners (volkstelling 2010).